# Оперативный план «Z»
Оперативный план «Z» — японский оперативный план обороны в районе Алеутских островов, острова Уэйк, Маршалловых островов, островов Гилберта, острова Науру, Ошен и архипелага Бисмарка во время Второй мировой войны. Был составлен в мае 1943 года. Действовал в несколько измененном виде до мая 1944, после чего был заменен на план «Оперативный план „А“».

## Цели и задачи плана

### Цели
Оперативные цели плана сводились к следующему:
1. Установить линию обороны в районе Алеутских островов, острова Уэйк, Маршалловых островов, островов Гилберта, острова Науру, Ошен и архипелага Бисмарка, укрепить основные позиции, расположенные вдоль этой линии обороны. На местных командующих обороны возлагалось оперативное принятие контрмер против любого нападения на эту линию. Объединенный японский флот должен был находиться в готовности возле островов Трук.
2. В случае нападения противника нужно завлечь его к основной позиции и уничтожить совместными действиями базовой авиации и авианосных ударных соединений, которые должны применять тактику маневренных атак.
3. Проводить постоянные атаки против авианосцев США для ослабления американских сил.

### Задачи
Для осуществления этих целей предстояло выполнить следующие задачи:
1. Ведение непрерывного и тщательного наблюдения за главными силами флота США с помощью подводных лодок.
2. Проводить постоянную разведку с помощью авиации.
3. Ослабление противника за счет удара по его передовым базам.
4. При получении сообщения об установлении огневого контакта с противником, Оперативному флоту Японии незамедлительно выйти в море и в тесном взаимодействии с авиацией и подводными силами уничтожить противника. Первоочередными целями являются авианосцы противника, а затем уже транспорты.
5. Гарнизонам пунктов, атакованных противником, стараться уничтожать его у береговой черты. При условии, что противнику удастся с боем высадиться, местные силы японской армии должны постоянно контратаковать его и не допустить образования плацдармов для продвижения в глубь японской обороны.

## Дислокация сил
Дислокация японских сил, намеченная планом, устанавливалась следующая.

### Военно-морские силы
| Район дислокации                                     | Силы японцев |
| ---------------------------------------------------- | --- |
| острова Трук — Маршалловы острова — острова Гилберта | Местные морские силы 4-го японского флота, состоящие из 14-й дивизии крейсеров и нескольких эскадренных миноносцев |
| архипелаг Бисмарка — Соломоновы острова              | Местные морские силы 8-го японского флота, состоящие из 3-й эскадры миноносцев |
| острова Трук                                         | Главные силы Объединенного флота, состоящие из 1-й дивизии линейных кораблей, 4, 5, 7 и 8-й дивизий крейсеров, 3-й дивизии авианосцев (1 и 2-я воздушные флотилии), 2 и 4-й эскадр эскадренных миноносцев и 1 и 3-й эскадр подводных лодок |

### Военно-воздушные силы
| Район дислокации                                       | Силы японцев                                                                |
| ------------------------------------------------------ | --------------------------------------------------------------------------- |
| острова Трук — архипелаг Бисмарка — Соломоновы острова | 11-й воздушный флот в составе 25 и 26-й воздушных флотилий и двух авиагрупп |
| Маршалловы острова                                     | 22-я воздушная флотилия Японии                                              |

## Изменения в плане
В результате высадок американцев в Мунда и на острове Коломбангара, а также в Лаэ и Саламауа стало очевидным, что Рабаул не может больше считаться надежной оборонительной позицией. Учитывая это, в конце сентября 1943 года линия обороны была оттянута к линии, соединяющей Курильские острова, Марианские и Каролинские и далее Суматра — Ява — Тимор. Все усилия японцев были сосредоточены на укреплении и обеспечение этих районов, но из-за нехватки судов это была трудновыполнимая задача.